# Csincse
Csincse es un pueblo ubicado en el distrito de Mezőkövesd, en el condado de Borsod-Abaúj-Zemplén, Hungría.

## Superficie
Posee una superficie de 11,34 kilómetros cuadrados.

## Demografía
Hasta 2019 la población era de 536 habitantes, con una densidad de población de 47,27 habitantes por kilómetro cuadrado.